# Cono terminal
El cono terminal (o medular) es el extremo caudal de la médula espinal que tiene forma cónica, ubicado cerca de las dos primeras vértebras lumbares (L1 y L2). Inferiormente al cono medular encontramos, dentro de la cisterna lumbar, las raíces de los nervios espinales lumbares y sacros. El hecho de que esta estructura se sitúe en niveles lumbares altos se debe a que, en el desarrollo embrionario, el primordio de columna vertebral crece más una vez el tubo neural ha alcanzado su longitud apropiada.

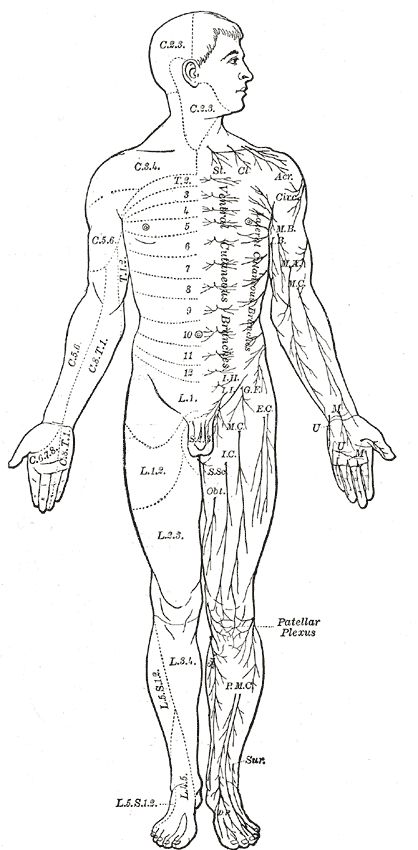
Distribución de los nervios cutáneos. Aspecto ventral.

## Patología
Entre las patologías asociadas a esta estructura encontramos el síndrome del cono medular. Este suele generar alteraciones en la sensibilidad en la cara posterior de los miembros inferiores, así como el déficit motor a nivel distal de estos. Otras manifestaciones son la sensación de anestesia en el borde inferior de la sínfisis pública, por detrás el vértice del pliegue interglúteo y a los lados sobre la cara interna de los muslos por debajo del pliegue genitocrural, también denominado anestesia en silla de montar ya que es la zona que se pone en contacto con la montura durante la equitación. Así mismo puede producir disfunciones sexuales, alteraciones en el control de los esfínteres (incontinencia urinaria y fecal) y dolor severo en la parte inferior de la espalda.
Los pacientes pediátricos pueden tener una syrinx asociada a su malformación de Chiari y el cono medular estará situado en el espacio discal de las vértebras lumbares L2-L3 o por debajo del mismo.
Los infartos aislados del cono medular son poco frecuentes, pero deben tenerse en cuenta en pacientes con síndrome de cauda equina agudo, especialmente en mujeres. Según un artículo de 2021 de You-Jiang Tan, et al, aquellos con causas demostradas o con factores de riesgo vascular tienen menos probabilidades de caminar sin ayuda.